# 塔拉斯河
塔拉斯河（تالاس وزەنى）是位于中亚的一条跨国河流，自吉尔吉斯斯坦塔拉斯州向西北流入哈萨克斯坦。塔拉斯河上游由卡拉科尔河和乌奇柯绍依河汇合而成的。怛罗斯战役即爆发于塔拉斯河附近。